# Neptis amba
Neptis amba är en fjärilsart som beskrevs av Moore 1858. Neptis amba ingår i släktet Neptis och familjen praktfjärilar. Inga underarter finns listade i Catalogue of Life.